# Kategoria Superiore
Kategoria Superiore är den högsta fotbollsdivisionen i Albanien för herrar. Den grundades år 1930 under namnet Kategoria e Parë (förstadivisionen).
Från starten spelade sex lag i ligan, vilket från och med säsongen 1998/1999 blev Kategoria Superiore och inkluderade 16 lag. Året därpå minskades antalet lag till 14 och efter säsongen 2006/2007 spelade 12 lag i ligan. Till säsongen 2011/2012 utökades ligan återigen och inkluderade då 14 lag. Sedan säsongen 2014/2015 spelar 10 lag i ligan.
Ligan har dominerats av klubbar från Tirana som har tagit flest titlar i serien. Av klubbar från andra städer har nio gått till Vllaznia Shkodër från Shkodra. På 2010-talet har Korçaklubben Skënderbeu Korçë blivit en av landets bästa klubbar och har vunnit ligan 5 gånger i rad mellan säsongen 2010/2011 och 2014/2015.

## Tävlingsformat
10 klubbar spelar i Kategoria Superiore. Lagen får tre poäng vid seger och en poäng vid oavgjort. Vid förlust tilldelas ingen poäng. Lagen rankas först efter poäng, sedan inbördes matcher, målskillnad och antal gjorda mål. Vid slutet av varje säsong blir klubben med flest poäng mästare. Om poängen är lika går man på inbördes möten och därefter målskillnad för att avgöra mästaren. De två sämst placerade lagen flyttas ned till Kategoria e Parë medan de två bäst placerade i Kategoria i Parë (vinnare av grupp A och B) flyttas upp. 

### Kvalificering till europacuper
I och med Kategoria Superiores ranking på Uefas lista gäller följande för kvalificering till de europeiska cuperna (Europa League och Champions League): ligamästaren kvalificerar sig till den andra kvalrundan av Champions League. Tvåan och trean samt vinnaren av Albanska cupen kvalificerar sig för den första kvalrundan i Europa League.

## Klubbar 2021/2022
Följande klubbar spelar i Kategoria Superiore 2021/2022.
| Klubb            | Ort        | Plats 2020/2021        | Titelsegrar | Senaste titelseger |
| ---------------- | ---------- | ---------------------- | ----------- | ------------------ |
| KS Dinamo Tirana | Tirana     | 2:a i Kategoria e Parë | 18          | 2009/2010          |
| KS Egnatia       | Rrogozhina | 1:a i Kategoria e Parë | —           | —                  |
| KS Kastrioti     | Krujë      | 8:a                    | —           | —                  |
| FK Kukësi        | Kukës      | 6:a                    | 1           | 2016/2017          |
| KF Laçi          | Laç        | 4:a                    | —           | —                  |
| Partizani Tirana | Tirana     | 3:a                    | 16          | 2018/2019          |
| Skënderbeu Korçë | Korça      | 7:a                    | 8           | 2017/2018          |
| Teuta Durrës     | Durrës     | 1:a                    | 2           | 2020/2021          |
| KF Tirana        | Tirana     | 5:a                    | 25          | 2019/2020          |
| Vllaznia Shkodër | Shkodra    | 2:a                    | 9           | 2000/2001          |